# Babel (журнал)
Babel (рус. Вавилон) — литературный журнал на испанском языке, издававшийся Самуэлем Глусбергом в 1920—1929 гг. в Буэнос-Айресе, а затем, после десятилетнего перерыва, в 1939—1953 гг. в Сантьяго-де-Чили.
Среди авторов журнала были крупнейшие латиноамериканские поэты Орасио Кирога и Габриэла Мистраль, публицисты и философы преимущественно левого направления (в частности, Хосе Карлос Мариатеги, Виктор Серж, Хорхе Басадре). Babel публиковал также переводы отдельных текстов ведущих европейских писателей и интеллектуалов — таких, как Ханна Арендт, Альбер Камю, Томас Манн.
В 2008 г. было осуществлено трёхтомное книжное переиздание материалов чилийского периода истории журнала.